# Puccinia pattersoniae
Puccinia pattersoniae ist eine Ständerpilzart aus der Ordnung der Rostpilze (Pucciniales). Der Pilz ist ein Endoparasit des Süßgrases Tripsacum dactyloides. Symptome des Befalls durch die Art sind Rostflecken und Pusteln auf den Blattoberflächen der Wirtspflanzen. Sie ist ein Endemit der USA.

## Merkmale

### Makroskopische Merkmale
Puccinia pattersoniae ist mit bloßem Auge nur anhand der auf der Oberfläche des Wirtes hervortretenden Sporenlager zu erkennen. Sie wachsen in Nestern, die als gelbliche bis braune Flecken und Pusteln auf den Blattoberflächen erscheinen.

### Mikroskopische Merkmale
Das Myzel von Puccinia pattersoniae wächst wie bei allen Puccinia-Arten interzellulär und bildet Saugfäden, die in das Speichergewebe des Wirtes wachsen. Aecien oder Spermogonien der Art sind nicht bekannt. Die zimtbraunen Uredien des Pilzes wachsen unterseitig auf den Blättern des Wirts. Ihre  ebenfalls zimtbraunen Uredosporen sind meist kugelig, 30–33 × 27–32 µm groß und fein stachelwarzig. Die meist unterseitig wachsenden Telien der Art sind schwarzbraun, pulverig und früh unbedeckt. Die haselnussbraunen Teliosporen sind zweizellig, in der Regel langellipsoid bis schmal eiförmig und 40–54 × 18–22 µm groß. Ihre Stiele sind golden bis gelblich und bis zu 70 µm lang.

## Verbreitung
Das bekannte Verbreitungsgebiet von Puccinia pattersoniae umfasst den Osten der Vereinigten Staaten von Texas bis nach Maryland.

## Ökologie
Die Wirtspflanze von Puccinia pattersoniae ist Tripsacum dactyloides. Der Pilz ernährt sich von den im Speichergewebe der Pflanzen vorhandenen Nährstoffen, seine Sporenlager brechen später durch die Blattoberfläche und setzen Sporen frei. Die Art verfügt über einen Entwicklungszyklus, von dem bislang lediglich Telien und Uredien sowie deren Wirt bekannt sind; Spermogonien und Aecien konnten dem Pilz nicht zugeordnet werden.